# Золотокрылая медовка
Золотокрылая медовка (лат. Phylidonyris pyrrhopterus) — вид воробьиных птиц из семейства медососовых (Meliphagidae), обитающих из юго-восточной Австралии. в Нём выделяют два подвида, один из которых, Phylidonyris pyrrhopterus halmaturinus, имеет ограниченный ареал на острове Кенгуру и горной цепи Маунт-Лофти в Южной Австралии.
Эта довольно невзрачная птица имеет тёмно-серое оперение и светлую нижнюю часть тела, подчёркиваемые жёлтыми участками крыльев и широким, чёрным серпом, очерчивающим белые нижние стороны его груди. Вид выделяется незначительным половым диморфизмом: самки тёмные по цвету, чем самцы. Молодые особи похожи на самок, хотя самцов можно было легко распознать по жёлтым пятнам на крыльях.
Самец имеет сложную и меняющуюся песню, которая звучит на протяжении всего года. Песня поётся на заметной ветке и в течение сезона размножения исполняется во время полётов. Золотокрылая медовка встречается в районах с густой растительностью, в том числе в склерофитах и на высокогорных лугах, а также в пустошах, парках и садах, где птица питается нектаром и беспозвоночными. Птицы создают долгосрочные пары и часто остаются на одном и том же гнезде в течение нескольких лет. Самка строит гнездо и в большинстве случаев заботится о птенцах, которые становятся самостоятельными в течение 40 дней после вылупления.
Родители используют различные стратегии выживания против хищников, однако птенцы являются уязвимыми для змей, кукабар, ворон-флейтистов или кошек. Несмотря на целый ряд угроз, с которыми сталкивается золотокрылая медовка, её популяция и распространение являются достаточно стабильными, поэтому птица находится в списке видов под наименьшей угрозой.

## Таксономия
Впервые золотокрылая медовка была описана орнитологом Джон Лэтэмом в 1801 году и получила название Certhia pyrrhoptera из-за предполагаемого родства с пищухами. Название вида неоднократно менялось. В 1812 году птица от Джорджа Шоу получила название Certhia australasiana, в 1817 году от Луи Жан-Пьер Вьейо — Melithreptus melanoleucus, а в 1838 году от Джона Гульда Meliphaga inornata. Название рода происходит от французского слова phylidonyre, которое являлось сочетанием латинских имён, принадлежавших медососовым и нектарницевым. Видовое название происходит от древнегреческих слов pyrrhos и pteron, которые означали, соответственно, «огонь» и «крыло», намекая на жёлтые пятна в оперении. В некоторых путеводителях присутствовало латинское название Phylidonyris pyrrhoptera, которое в ходе пересмотра правил наименования таксонов в 2001 году было признано ошибочным, поскольку название вида должно быть мужского рода, поэтому правильным именем будет Phylidonyris pyrrhopterus. Существуют два подвида: номинативная форма Phylidonyris pyrrhopterus pyrrhopterus, распространённая на большей части ареала, и Phylidonyris pyrrhopterus halmaturinus, ограниченная островом Кенгуру и горной цепью Маунт-Лофти.
Последние молекулярные исследования показали, что близкими родственниками птицы являются желтокрылая медовка и белощёкая медовка, образующие небольшой род Phylidonyris. Анализ ДНК показал, что медососы являются близкими родственниками радужных птиц, шипоклювковых и малюровых, которые принадлежат крупному надсемейству Meliphagoidea.
Другими общеупотребительными именами птицы являются серповидная, египетская или подковообразная медовка. Гульд называл её тасманийской медовкой.

## Описание

### Вид
Золотокрылая медовка 14—17 см в длину, размахом крыльев — от 16 до 23 см и весом около 16 грамм. Для вида характерен половой диморфизм: самки светлее, чем самцы. Самцы тёмно-серого цвета с чёткими жёлтыми пятнами на крыльях, белой полосой, проходящей около глаз и широким, чёрным полумесяцем, окружённым по краям белым оперением груди. Основание хвоста чёрное с жёлтыми краями, образующие отличительные участки по бокам хвоста. Белые участки под хвостом обычно видны только во время полёта. Нижняя часть туловища буровато-серая, переходящая в белую. Самки светлые, оливково-бурые с блёклыми жёлтыми пятнами на крыльях с подобной, но менее чёткой окраской полумесяца. Оба пола имеют тёмно-серые ноги, тёмно-рубиновые глаза и длинный, чёрный клюв, загибающийся вниз на конце. Зёв также чёрного цвета. Молодые особи похожи на взрослых, но менее заметные, и имеют тёмно-серые клювы, светло-карие глаза и жёлтый зёв. Птенцов 7 дней от роду мужского пола можно отличить по их более широким жёлтым пятнам на крыльях. Особенности линьки вида плохо изучены; золотокрылая медовка меняет свои первичные маховые перья с октября по январь.
Оба подвида медовки имеют одинаковый внешний вид, однако самки Phylidonyris pyrrhopterus halmaturinus имеет более светлое оперение, чем номинативной популяции. И самцы, и самки подвида Phylidonyris pyrrhopterus halmaturinus имеют более короткие крылья, хвостовое оперение и длинный клюв. Популяция с острова Кенгуру имеет значительно короткие крылья и длинный клюв, чем с хребта Маунт-Лофти, хотя изменение размеров островной формы противоречит правилам Аллена и Бергмана.

### Вокализация
Золотокрылая медовка использует ряд мелодичных сигналов и песен. В одном исследовании были записаны вибрирующие предупреждающие сигналы, схожие у новоголландского филидонириса, ряд резких односложных или трёхсложных сигналов общения, а также сложные и разнообразные песни. Основным сигналом общения является громкий, переносное «иджипт», а тревожным сигналом — резкое и быстрое «чип-чип-чип». Самец также использует мелодичную песню, которую можно услышать в течение года и любое время суток. Структура песня сложная и разнообразная и включает в себя как затухающий свист, так и мелодичный двух нотный сигнал. Песня исполняется самцом с видимой ветки или внутри полога леса, и после этого он приступает к брачным играм в период размножения. Когда самка в гнезде и по близости есть самец, они выдают низкие нежные ноты, описываемык как «песня шёпота».

## Распространение и среда обитания

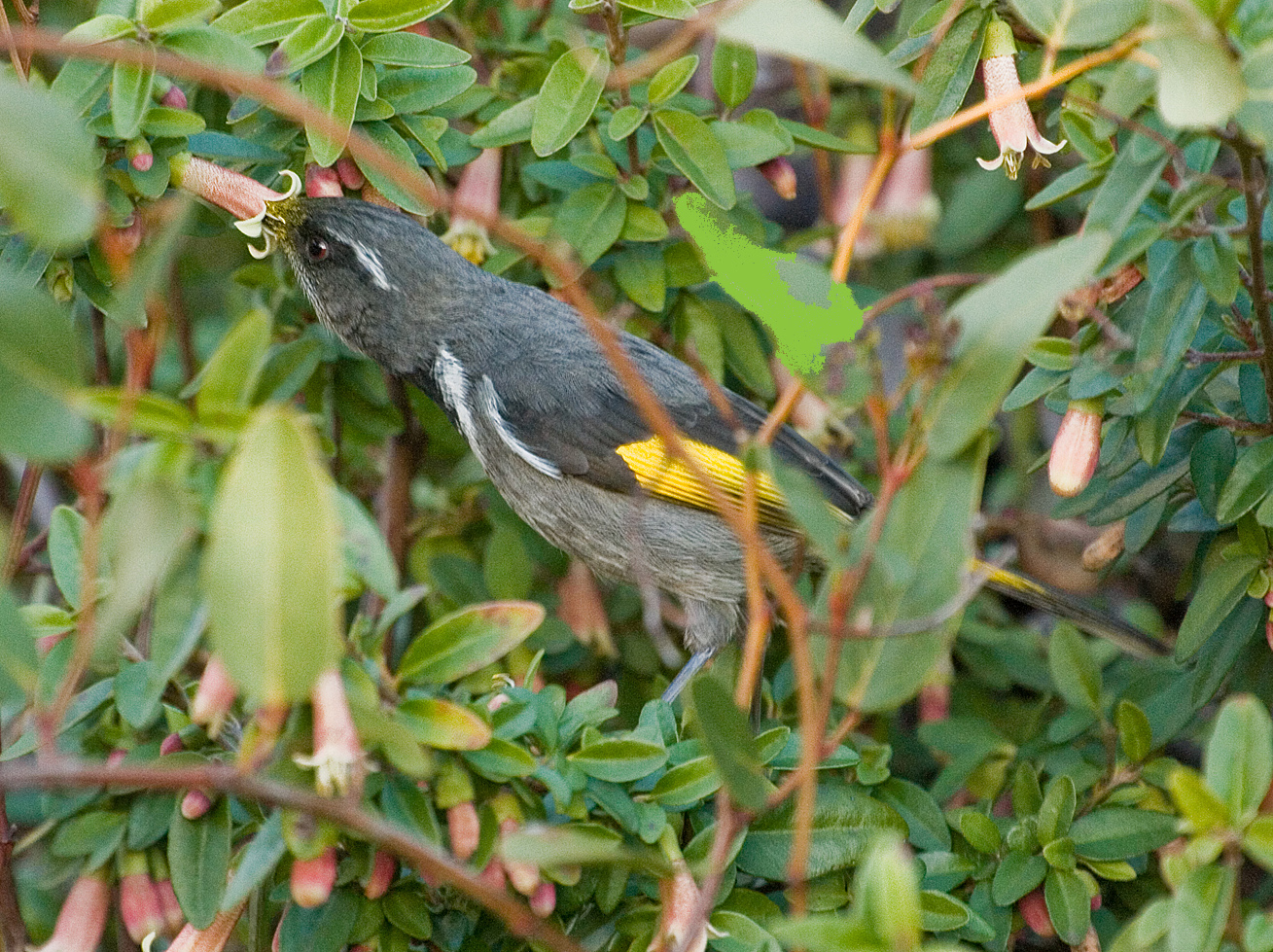
Самец питается соком корреи

Рассеянные популяции золотокрылой медовки встречаются в Центральном плато, на Северном побережье и в регионе Хантер Нового Южного Уэльса; птица широко распространена на юге национального парка Даруг и на востоке города Батерст. В Виктории разрозненные популяции широко распространены от юго-западной оконечности Нового Южного Уэльса до Уоллена. Птица также широко распространена в Тасмании, кроме северо-восточной части штата, где отмечались единичные случаи встречи. Ареал ограничен склерофитами в юго-восточной Австралии, где изолированные популяции встречаются в Маунт-Лофти и на острове Кенгуру. В ответ на изменения среды обитания за пределами обычного ареала отмечались локальные увеличения численности вида. Плотность популяции варьируется от 0,3 птицы на гектар близ Орбоста, до 8,7 пары на гектар в заповеднике Була-Була.
Хотя птица населяет многие среды, включая прибрежные пустоши, тропические леса, влажные склерофиты, горные леса, редколесья, сырые овраги и кусты чайного дерева, птицы предпочитают густую растительность. Они часто встречаются во влажных склерофитах с преобладанием эвкалипта и густых древостоях и подлесках кустарников, таких как чёрная акация, серебристая акация, кассиния, простантера и коррея. На больших высотах они встречаются в горных пустошах и редколесьях низкорослых эвкалиптов или хвойных.
Направления миграций золотокрылой медовки в пределах ареала неизвестны. Существуют многочисленные доказательства сезонной миграции на возвышенности в прохладные месяца, хотя часть популяции по-прежнему ведёт оседлый образ жизни. Осенняя и зимняя миграции в низменные прибрежные районы наблюдаются на юге Тасмании, где можно увидеть птиц в городских парках и садах , а также в Гиппсленде, центральном и южном побережьях . В сиднейском регионе в прохладные месяцы птицы также летят с Голубых гор в Сидней, при этом остальные остаются в одном и том же месте в течение года. Птицы в весенние месяцы наблюдаются на альпийской и субальпийской зонах гор Сноуи (в основном с октября по апрель). Остальные популяции золотокрылой медовки ведут кочевой образ жизни в поисках пищи. Их можно наблюдать в Голубых горах и частях штата Виктория.

## Поведение

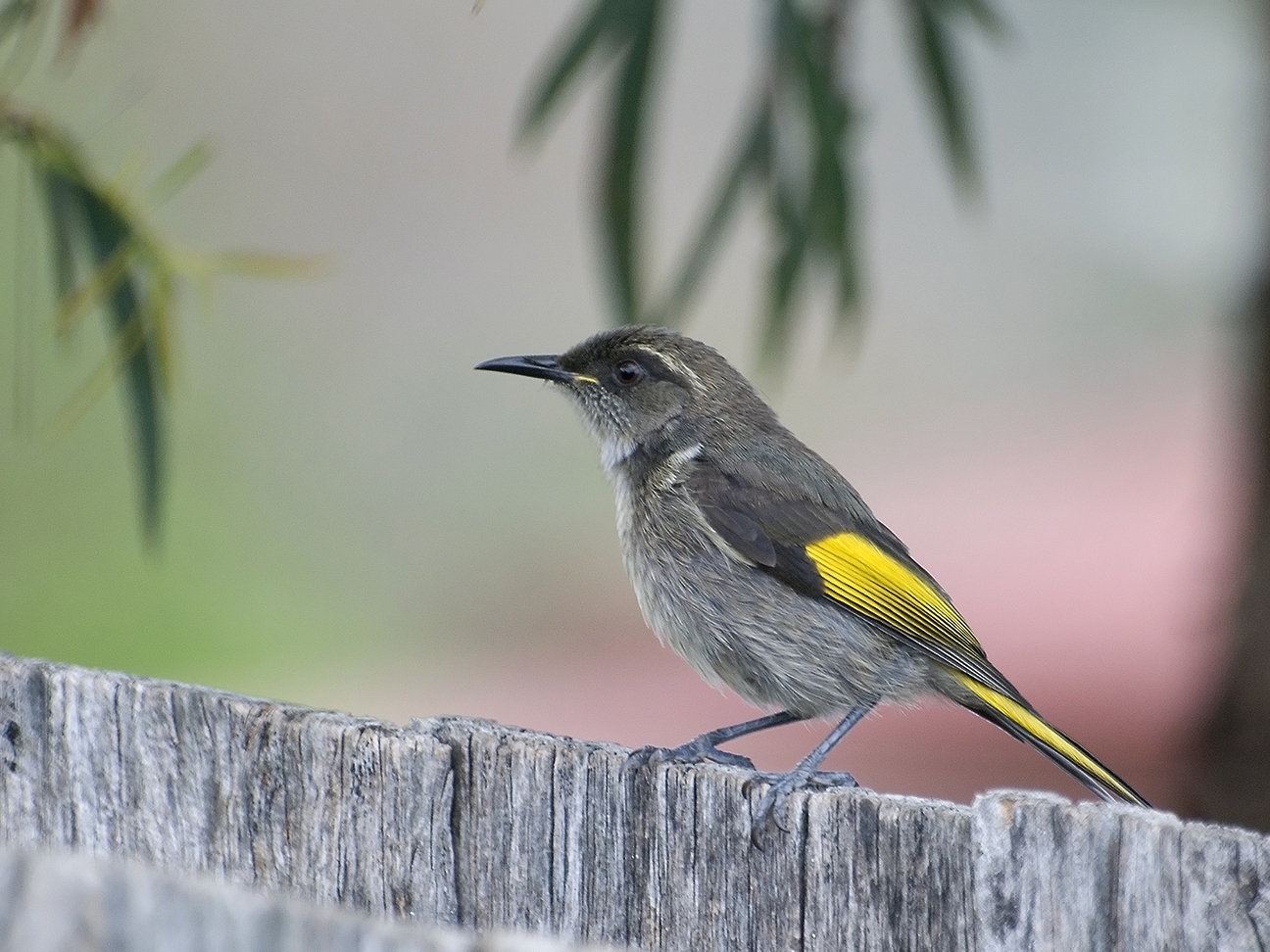
Молодой самец в Тасмании

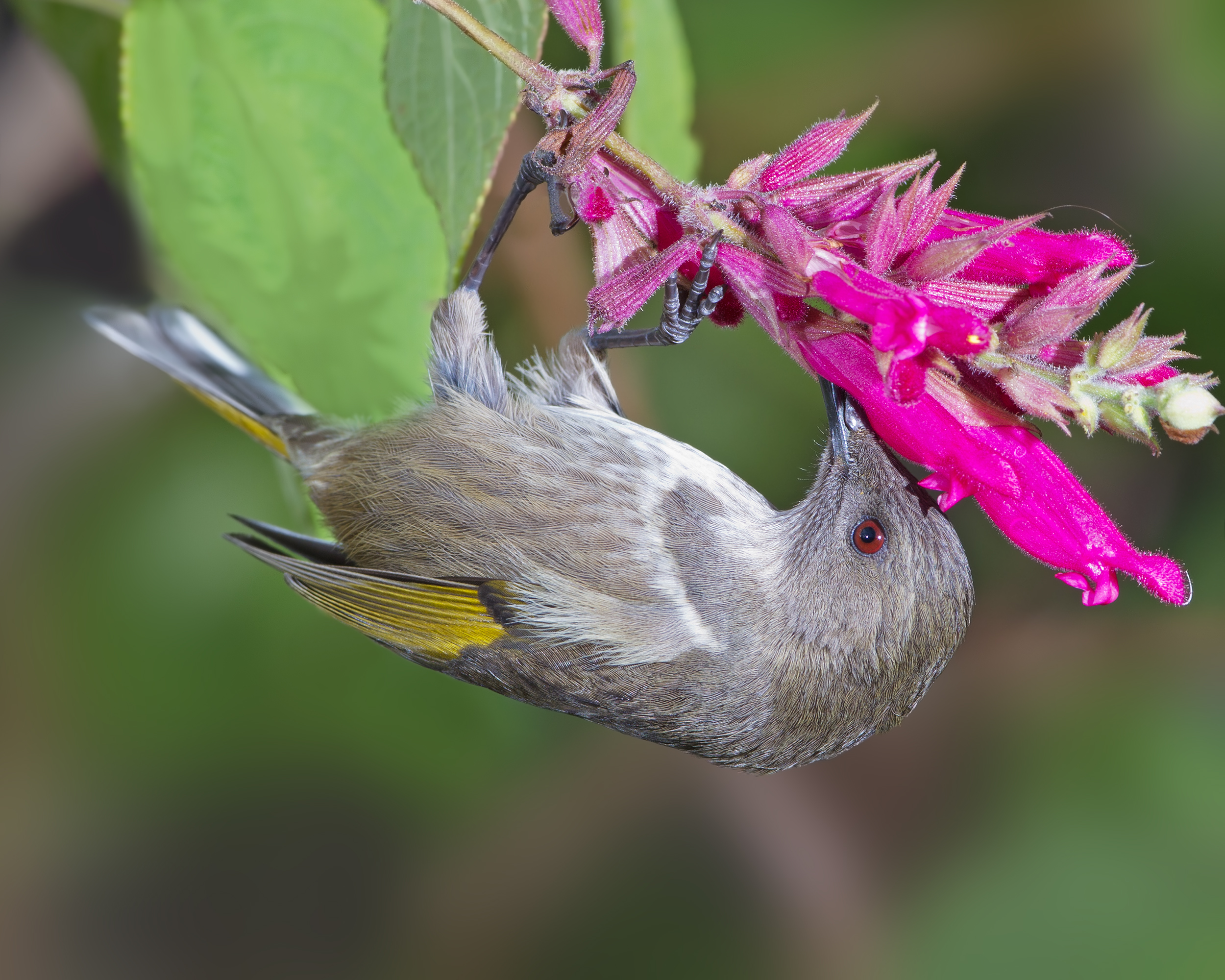
Самка, питающаяся нектаром

### Размножение
Золотокрылые медовки парами в период размножения занимают территории с июля по март, часто оставаясь на территории в конце сезона и отдавая предпочтение одному месту гнездования в течение нескольких лет. Во время исследований в нескольких метрах от гнезда были пойманы окольцованные особи, которые выросли в нём, а также самка, окольцованная почти десять лет назад. Пары гнездятся поодиночке или свободными колониями на расстоянии около 10 метров друг от друга. Наиболее активно самец защищает территорию, которая используется для добывания корма и размножения, в течение сезона размножения, во время которого он поёт довольно много песен. Когда самец привлекает самку, он во время полёта исполняет песню, паря дрожащими крыльями и постоянно издавая высокие пронзительные ноты.
Самка строит гнездо в пограничной территории, как правило, возле воды или низких кустарников. Гнездо представляет собой глубокую объёмную чашу из паутины, коры, травы, веток, корней и других растительных материалов, обложенных пухом, мхом и мехом. Часто используются длинные полоски коры эвкалиптов. Кладка состоит из двух, трёх или четырёх яиц. Яйца, размером 19 мм на 15 мм, светло-розовые, иногда охристого цвета, с бледно-лиловыми или каштановыми пятнами. Основной цвет темнее на широком конце. Самка высиживает яйца и заботится о потомстве, хотя оба пола участвуют в выкармливании птенцов и удаление фекальных мешков, однако она занимает главенствующее положение в уходе за молодыми особями. Молодые птицы питаются насекомыми, мухами, большую часть которых, согласно одному исследованию, срыгивают. Инкубационный период составляет 13 дней, также как первая линька. Родители кормят птенцов около двух недель, после чего они покидают гнездо, однако молодые особи не остаются долго на территории родителей. Молодые особи становятся самостоятельными в течение 40 дней после вылупления.
Родители используют различные стратегии против хищников: когда к гнезду приближались кукабары, тигровая змея или вороны-флейтисты, самец совершал отвлекающие манёвры, порхая крыльями и двигаясь по земле, самка быстро налетала на незваного гостя, а затем обе птицы издавали резкие истеричные сигналы. Гнёзда золотокрылой медовки, как правило, находятся под кустами, делая птиц и их птенцов уязвимыми со стороны хищничества птиц и змей. Тем не менее, домашние и дикие кошки являются наиболее вероятными хищниками, которые охотятся на медовок.
Птицы создают долгосрочные отношения, длящиеся на протяжении всего года, однако это не мешает им вести беспорядочную половую жизнь, несмотря на социальную моногамию. Исследование показало, что только 42 % птенцов в гнезде было зачато самцом-партнёром, несмотря отцовством на защиту территории. Наблюдаемые золотокрылые медовки демонстрировали ряд характеристик, связанных с генетической неоднородности: половой диморфизм, опознаваемых на ранних этапах развития оперения полов; низкая доля участия самца в кормлении и воспитании птенцов; сильная защита территории самцом; и частые вторжения на другие территории самками, которым самцы позволяли переходить на их владения.

### Питание
Золотокрылая медовка питается, в основном, нектаром, плодами и насекомыми, которые обитают в подлесках и деревьях. Птица питается медвяной росой листоблошек, ложнощитовок и войлочников. Птица, в основном, пьёт нектар, собирает листву и кору, а также нападает на насекомых. Хотя птицы постоянно кормятся поодиночке или парами, они также соединяются в свободные стаи и собираются в большие группы в поисках источников пищи. Исследования в лесу возле Хобарта на острове Тасмания показали, что рацион птицы во время сезона размножения полностью состоял из насекомых, однако зимой нектар становился важным компонентом. Две трети насекомых, включая бабочек и мух, потреблялись на стволах деревьев, а одна треть — в листве. Поскольку цветки раскрываются осенью и зимой, птица в это время года питается нектаром, а весной в период размножения добывает корм в стволах эвкалипта шаровидного. Большое количество золотокрылых медовок в течение лета привлекает цветение Grevillea victoriae, которая растёт в субальпийской зонах горы Сноуи . Наиболее активно птица питается при наличии большого количества источников питания. Так, во время питания нектаром Astroloma conostephioides, птица в среднем посещала 34 цветка в минуту. Другие растения, которые посещала птица, были банксии, телопеи, астроломы, эпакрисы и коррею, омелы и эвкалипты в Маунт-Лофти в Южной Австралии. В государственном заповеднике Бонди птица питалась нектаром Persoonia confertiflora, Lomatia ilicifolia, Oxylobium arborescens, акации серебристой и Bursaria spinosa. В Южной Австралии были исследованы местные различия в кормовых привычках золотокрылых медовок; популяция острова Кенгуру чаще всего питалась нектаром аденантосов, в то время как особи с полуострова Флоро отдавали предпочтение эвкалиптам и большому спектру растений в целом.

## Охранный статус
В то время как популяция и распространение золотокрылой медовки остаются приемлемыми для того, чтобы отнести птицу к видам под наименьшей угрозой, её численность за последние 25 лет существенно не менялась и в настоящее время, вероятно, склонна к уменьшению. Основными угрозами для птицы являются разрушение среды обитания, поскольку из-за поражения сорняками, тяжёлых неконтролируемых лесных пожаров, засух и распашки земель уменьшается площадь горных лесов, в которых гнездится вид. Зависимость золотокрылой медовки от долгосрочного сотрудничества и гнездовых территорий означает, что успеху в размножении угрожают смерть одного из партнёров или разрушение привычной территории обитания. Из-за приток птиц в городские районы также повышается риск несчастных и случаев хищничества со стороны кошек. По крайней мере, руководство призвало владельцев кошек держать своих животных в контейнерах, когда хозяева находились вне дома, или обеспечивать комфортную среду в помещении для них.